# CBC Prime Time News
CBC Prime Time News était un journal télévisé canadien de fin de soirée diffusé sur CBC Television de 1992 à 1995.